# Courbu noir
Pour les articles homonymes, voir Courbu.
Le courbu noir est un cépage noir autochtone du vignoble pyrénéen.

## Origine et répartition géographique
Le courbu noir est un cépage originaire du Sud-Ouest de la France et plus particulièrement du vignoble pyrénéen. Il ne correspond pas à la variété noire du courbu blanc. Des analyses génétiques ont permis de découvrir qu'il appartient à la famille des Mansiens (petit manseng, gros manseng, etc.) et qu'il est parent avec plusieurs cépages dont le camaraou noir,,.
Le cépage était cultivé dans la région d'Irouléguy en assemblage avec le manseng noir et commercialisé sous l'appellation Noirs du Pays (herriko beltza en basque).
Le courbu noir fait partie de l'encépagement autorisé pour les rouges et les rosés de l'appellation Béarn (Pyrénées-Atlantiques) mais également des indications géographiques protégées Landes, Côtes-de-gascogne, Bigorre, Gers, Var, Alpes Maritimes et Atlantique.
La variété, cultivée sur un peu plus d'un hectare en 2018, est presque éteinte.

## Caractères ampélographiques
Les jeunes feuilles sont rouges et très bronzées. Le début des nervures ainsi que le point pétiolaire sont de couleur rouge. Les feuilles adultes ont cinq lobes et des sinus latéraux ouverts. Elles ont un sinus pétiolaire ouvert avec fréquemment une dent sur le bord et de petites dents avec des côtés rectilignes. Leur limbe a une face inférieure moyennement à fortement couverte de poils couchés. Les grappes et les baies, rondes, sont petites et de couleur noir bleuté.

## Aptitudes culturales
Les aptitudes culturales du courbu noir sont les suivantes :
- Débourrement précoce, trois jours après le chasselas ;
- Rameaux érigés puis inclinés en forme de parasol ;
- Peu productif, le courbu noir doit être taillé long ;
- Maturité de 3e époque moyenne, 4 semaines après le chasselas.

Il est sensible à l'oïdium mais résiste en général au mildiou.

## Potentiel technologique
Le courbu noir donne un vin fin, de couleur claire, peu alcoolisé mais relativement astringent.
Il est très rarement utilisé en mono-cépage mais plutôt assemblé, en petite proportion, avec du cabernet franc, du cabernet sauvignon et du tannat pour produire des vins rouges et rosés.

## Clones
Le courbu noir compte deux clones agréés, le 728 et le 729.

## Synonymes
Les synonymes du courbu noir sont Courbu Rouge, Courbut, Dolceolo, Dolcedo Gruenstieliger et Noir du Pays.